# Riccordia
Riccordia es un género de aves apodiformes perteneciente a la familia Trochilidae que agrupa a especies nativas de las Antillas. El género fue resucitado en el año 2014 para incluir especies anteriormente situadas en Chlorostilbon que estudios genético-moleculares demostraron ser polifilético y en el género monotípico Cyanophaia. A sus miembros se les conoce por el nombre común de esmeraldas.

## Etimología
El nombre genérico femenino «Riccordia» proviene del nombre específico Ornismya ricordii cuyo epíteto «ricordii» conmemora al médico y naturalista francés Alexandre Ricord (nacido en 1798).

## Taxonomía
Las especies actualmente situadas en este género estaban anteriormente situadas en el género Chlorostilbon. Un estudio genético-molecular de McGuire et al. (2014) demostró que Chlorostilbon era polifilético. En la clasificación propuesta para crear un grupo monofilético, estas especies (Chlorostilbon maugaeus, C. ricordii y C. swainsonii), así como también la especie Cyanophaia bicolor, en un género monotípico pero que se demostró estar embutida en las especies de Chlorostilbon citadas, fueron transferidas al género resucitado Riccordia que había sido propuesto en 1854 por el ornitólogo alemán Ludwig Reichenbach con Ornismya ricordii como especie tipo. Las dos especies consideradas extintas C. bracei y C. elegans no fueron incluidas en el estudio y, por lo tanto, su colocación en el presente es incierta.
La considerada extinta especie Riccordia elegans (Gould, 1860): la esmeralda de Gould, incluida en este género, conocida apenas por el holotipo y de origen geográfica desconocida, es ahora tratada como un taxón dudoso por el Comité de Clasificación de Norte y Mesoamérica (N&MACC) en la Propuesta 2022-C-3. Como tal, es tentativamente excluida por las principales clasificaciones hasta que análisis genéticos y/o análisis de isótopo estable traigan alguna luz sobre su situación.

## Lista de especies
Según las clasificaciones del Congreso Ornitológico Internacional (IOC) y Clements Checklist/eBird, el género agrupa a las siguientes especies con el respectivo nombre popular de acuerdo con la Sociedad Española de Ornitología (SEO):
| Imagen | Nombre científico    | Autor                       | Nombre común             | Estado de conservación | Distribución |
| ------ | -------------------- | --------------------------- | ------------------------ | ---------------------- | ------------ |
|        | Riccordia ricordii   | (Gervais, 1835)             | esmeralda zunzún         | LC                     |              |
|        | Riccordia bracei     | (Lawrence, 1877)            | esmeralda de Brace       | EX                     |              |
|        | Riccordia swainsonii | (Lesson, 1829)              | esmeralda de La Española | LC                     |              |
|        | Riccordia maugaeus   | (Audebert & Vieillot, 1801) | esmeralda puertorriqueña | LC                     |              |
|        | Riccordia bicolor    | (Gmelin, 1788)              | colibrí bicolor          | NT                     |              |